# Кубок Інтертото 2008

Регіони на мапі

Кубок Інтертото 2008 — 14-й розіграш Кубка Інтертото (під егідою УЄФА). Він став останнім через зміну системи єврокубків починаючи з 2009 року. Жеребкування пройшло в штаб-квартирі УЄФА в Ньйоні, Швейцарія 21 квітня 2008.
11 переможців третього раунду отримали право брати участь у Кубку УЄФА із другого кваліфікаційного раунду. Переможцем Кубка стала команда, яка досягла найбільшого прогресу в турнірній сітці Кубка УЄФА. Нею стала португальська команда Брага.

## Кваліфікація
У змаганні взяло участь 50 команд із 50 асоціацій УЄФА. Розподіл команд по раундах проходив відповідно до місця асоціації в рейтингу УЄФА станом на 2007 рік.
Перший раунд: (28 команд)
- 28 команд із асоціацій 23-36, 38-50 та 53

Другий раунд: (28 команд)
- 14 переможців із першого раунду
- 14 команд із асоціацій 9-22

Третій раунд: (22 команди)
- 14 переможцівіз другого раунду
- 8 команд із асоціацій 1-8

## Перший раунд
Перші матчі були зіграні 21 та 22 червня, 2008, матчі-відповіді — 28 та 29 червня, 2008.
| Команда 1                          | Заг.                               | Команда 2                          | 1-й матч                           | 2-й матч                           |
| Південно-Середземноморський регіон | Південно-Середземноморський регіон | Південно-Середземноморський регіон | Південно-Середземноморський регіон | Південно-Середземноморський регіон |
| ---------------------------------- | ---------------------------------- | ---------------------------------- | ---------------------------------- | ---------------------------------- |
| Беса                               | (ч) 1:1                            | Етнікос Ахнас                      | 0:0                                | 1:1                                |
| Челік                              | 4:4 (ч)                            | Грбаль                             | 3:2                                | 1:2                                |
| Рієка                              | 0:2                                | Ренова                             | 0:0                                | 0:2                                |
| Хіберніанс                         | 0:3                                | Горіца                             | 0:3                                | 0:0                                |
| Центрально-східний регіон          |                                    |                                    |                                    |                                    |
| Жетису                             | 3:6                                | Гонвед                             | 1:2                                | 2:4                                |
| Міка                               | 2:2 (ч)                            | Тирасполь                          | 2:2                                | 0:0                                |
| Нефтчі                             | (ч) 3:3                            | Нітра                              | 2:0                                | 1:3                                |
| Краковія                           | 1:5                                | Шахтар Солігорськ                  | 1:2                                | 0:3                                |
| Етцелла                            | (ч) 2:2                            | Локомотив Тбілісі                  | 0:0                                | 2:2                                |
| Північний регіон                   |                                    |                                    |                                    |                                    |
| Екранас                            | 4:0                                | Транс                              | 1:0                                | 3:0                                |
| ГБ Торсгавн                        | 1:4                                | Ельфсборг                          | 1:4                                | 0:0                                |
| Богеміан                           | 9:3                                | Ріл                                | 5:1                                | 4:2                                |
| Лісберн Дістіллері                 | 3:6                                | ТПС                                | 2:3                                | 1:3                                |
| Рига                               | 3:2                                | Філкір                             | 1:2                                | 2:0                                |

## Другий раунд
Перші матчі 5 та 6 липня 2008, матчі-відповіді — 12 та 13 липня 2008.
| Команда 1                          | Заг.                               | Команда 2                          | 1-й матч                           | 2-й матч                           |
| Південно-Середземноморський регіон | Південно-Середземноморський регіон | Південно-Середземноморський регіон | Південно-Середземноморський регіон | Південно-Середземноморський регіон |
| ---------------------------------- | ---------------------------------- | ---------------------------------- | ---------------------------------- | ---------------------------------- |
| Чорноморець Бургас                 | 3:1                                | Горіца                             | 1:1                                | 2:0                                |
| Грбаль                             | 2:3                                | Сівасспор                          | 2:2                                | 0:1                                |
| Грассхопперс                       | 5:1                                | Беса                               | 2:1                                | 3:0                                |
| Ренова                             | 1:3                                | Бней Сахнін                        | 1:2                                | 0:1                                |
| ОФК Белград                        | 2:3                                | Паніоніос                          | 1:0                                | 1:3                                |
| Центрально-східний регіон          |                                    |                                    |                                    |                                    |
| Жерміналь                          | 1:2                                | Нефтчі                             | 1:1                                | 0:1                                |
| Сатурн                             | 8:1                                | Етцелла                            | 7:0                                | 1:1                                |
| Тирасполь                          | 1:3                                | Таврія                             | 0:0                                | 1:3                                |
| Штурм                              | 2:0                                | Шахтар Солігорськ                  | 2:0                                | 0:0                                |
| Тепліце                            | 3:3 (ч)                            | Гонвед                             | 1:3                                | 2:0                                |
| Північний регіон                   |                                    |                                    |                                    |                                    |
| ТПС                                | 1:4                                | Оденсе                             | 1:2                                | 0:2                                |
| Хайберніан                         | 0:4                                | Ельфсборг                          | 0:2                                | 0:2                                |
| Екранас                            | 1:7                                | Русенборг                          | 1:3                                | 0:4                                |
| Рига                               | (ч) 2:2                            | Богеміан                           | 1:0                                | 1:2                                |

## Третій раунд
Перші матчі були зіграні 19 та 20 липня 2008, матчі-відповіді — 26 та 27 липня 2008. 11 переможців увійшли у другий кваліфікаційний раунд Кубка УЄФА.
| Команда 1                          | Заг.                               | Команда 2                          | 1-й матч                           | 2-й матч                           |
| Південно-Середземноморський регіон | Південно-Середземноморський регіон | Південно-Середземноморський регіон | Південно-Середземноморський регіон | Південно-Середземноморський регіон |
| ---------------------------------- | ---------------------------------- | ---------------------------------- | ---------------------------------- | ---------------------------------- |
| Бней Сахнін                        | 1:3                                | Депортіво                          | 1:2                                | 0:1                                |
| Паніоніос                          | 0:2                                | Наполі                             | 0:1                                | 0:1                                |
| Сівасспор                          | 0:5                                | Брага                              | 0:2                                | 0:3                                |
| Грассхопперс                       | 4:0                                | Чорноморець Бургас                 | 3:0                                | 1:0                                |
| Центрально-східний регіон          |                                    |                                    |                                    |                                    |
| Сатурн                             | 1:3                                | Штутгарт                           | 1:0                                | 0:3 (о)                            |
| Нефтчі                             | 2:3                                | Васлуй                             | 2:1                                | 0:2                                |
| Ренн                               | 1:1(10:9 п)                        | Таврія                             | 1:0                                | 0:1 (о)                            |
| Штурм                              | 2:1                                | Гонвед                             | 0:0                                | 2:1                                |
| Північний регіон                   |                                    |                                    |                                    |                                    |
| НАК Бреда                          | 1:2                                | Русенборг                          | 1:0                                | 0:2                                |
| Оденсе                             | 2:3                                | Астон Вілла                        | 2:2                                | 0:1                                |
| Ельфсборг                          | 1:0                                | Рига                               | 1:0                                | 0:0                                |

## Підсумки
Вісім з одинадцяти клубів, які пробились в Кубок УЄФА через Кубок Інтертото виграли свої кваліфікаційні матчі і пройшли до першого раунду. Пять із цих клубів пройшли до групового етапу Кубка УЄФА, чотири — пробились до 1/16 фіналу. Клуб Брага пройшов до 1/8 фіналу, таким чином ставши переможцем Кубка Інтертото.
- Брага (переможець) (1/8 фіналу, програш клубу ПСЖ)
- Астон Вілла (1/16 фіналу, програш клубу ЦСКА Москва)
- Депортіво (1/16 фіналу, програш клубу Ольборг)
- Штутгарт (1/16 фіналу, програш клубу Зеніт)
- Русенборг (Груповий етап, п'яте місце в групі G)
- Наполі (Перший раунд, програш клубу Бенфіка)
- Ренн (Перший раунд, програш клубу Твенте)
- Васлуй (Перший раунд, програш клубу Славія Прага)
- Ельфсборг (Другий кваліфікаційний раунд, програш клубу Сент-Патрікс Атлетік)
- Грассхопперс (Другий кваліфікаційний раунд, програш клубу Лех)
- Штурм (Другий кваліфікаційний раунд, програш клубу Цюрих)